# Фридрих Франц Брауншвейг-Вольфенбюттельский
Фридрих Франц Брауншвейг-Вольфенбюттельский (нем. Friedrich Franz von Braunschweig-Wolfenbüttel; 8 июня 1732 или 22 декабря 1732  [2 января 1733], Вольфенбюттель — 14 октября 1758, Хохкирх, Баутцен) — принц из дома Вельфов, генерал-майор прусской армии.

## Биография
Принц Фридрих Франц — самый младший ребёнок, восьмой сын герцога Брауншвейг-Вольфенбюттеля Фердинанда Альбрехта II и его супруги Антуанетты Амалии Брауншвейг-Вольфенбюттельской. По примеру старших братьев Фердинанда и Альбрехта поступил на службу в прусскую армию и отличился в Семилетней войне. Погиб в битве при Хохкирхе в звании генерал-майора, командуя пехотным полком. Похоронен в Брауншвейгском соборе.